# Гундава, Баярсайханы
Баярсайханы Гундава (монг. Баярсайханы Гүндаваа; род. 29 мая 1989, Уверхангай) — монгольский шахматист, гроссмейстер (2013). Тренер ФИДЕ (2015).
Четырехкратный чемпион Монголии (2008, 2009, 2012 и 2013 гг.).
В составе сборной Монголии участник пяти шахматных олимпиад (2006—2014 гг.) и двух командных чемпионатов Азии (2012 и 2016 гг.).

## Изменения рейтинга
| Графики недоступны из-за технических проблем. См. информацию на Фабрикаторе и на mediawiki.org. |